# Stelton
Stelton (Stelton A/S) ist ein dänisches Unternehmen mit Sitz in Kopenhagen, das Haushaltsgegenstände und Geschirr herstellt. Die Produkte des Herstellers sind im oberen Preissegment angesiedelt.

## Firmengeschichte

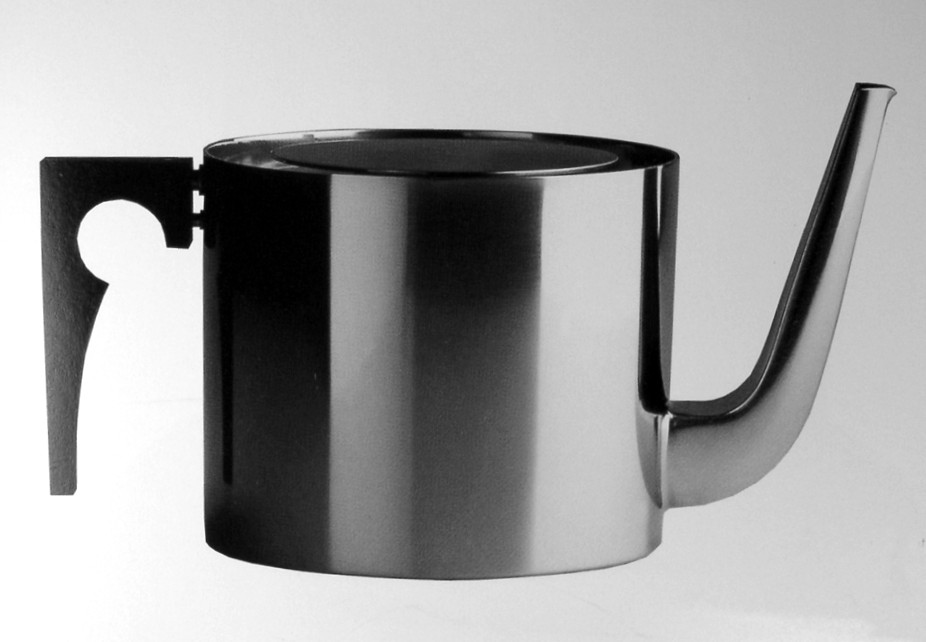
Teekanne Cylinder Line 1967

Stelton wurde 1960 in Hellerup als Handelsgesellschaft gegründet, um Sportschuhe und Möbel zu verkaufen. Anfang der sechziger Jahre wurde in Zusammenarbeit mit der Herstellerfirma Danish Stainless eine Sauciere produziert, die sich besser verkaufte als Schuhe und Möbel.
1963 wurde Peter Holmblad Exportmanager der Firma. Er kam auf die Idee, seinen Stiefvater, den bekannten dänischen Architekten und Designer Arne Jacobsen zu überreden, eine Geschirrserie aus rostfreiem Stahl („Edelstahl“) zu entwerfen. Jacobsen schuf so die Cylinda Line/Cylinder Line aus hochglanzpoliertem Edelstahl.
Da Jacobsens Entwürfe neue Press- und Schweißwerkzeuge erforderten, war Stelton gezwungen, zunächst in neue Herstellungsmaschinen zu investieren.
1967 kam Cylinder Line auf den Markt und wurde  mehrfach ausgezeichnet, unter anderem mit dem International Design Award des American Institute of Interior Designers und dem dänischen ID-Preis.
Die Serie bestand anfangs aus 18 Teilen. Bis zu seinem Tod 1971 entwarf Arne Jacobsen neue Produkte für die Cylinder Line.
Zum 50-jährigen Firmenjubiläum 2010 wurde die Geschirr-Serie durch Paul Smith mit Hilfe von farbigen Akzenten neuinterpretiert.
Ab 1976 arbeitete auch Erik Magnussen für Stelton. Er entwarf unter anderem die Petroleumlampe Skibslampe aus rostfreiem Stahl und Glas und die inzwischen klassische Termokande (Thermoskanne) LS 900, die ursprünglich die Cylinder Linie ergänzen sollte. Sie wurde aus rostfreiem Stahl oder aus Kunststoff hergestellt, dem damals neuen Acrylnitril-Butadien-Styrol-Copolymer (ABS). Die Kunststoffkannen gab es anfangs nur in klaren, leuchtenden Farben, inzwischen gibt es sie auch in matten Farben sowie in Gold- und Silberglanz.
Produkte der Firma Stelton gewinnen regelmäßig Preise für gutes Design. In den letzten Jahren haben vor allem die Entwürfe von Klaus Rath eine Vielzahl von Auszeichnungen erhalten.
Stelton wurde dreimal der Industrie-Preis der Dänischen Gesellschaft für Industrielles Design zuerkannt. Viele Stelton Produkte befinden sich heute in Museen, zum Beispiel im Museum of Modern Art und dem Cooper Hewitt Museum in New York, Philadelphia Museum of Art, dem Victoria and Albert Museum in London, im Die Neue Sammlung in München und im Designmuseum Danmark in Kopenhagen.
Peter Holmblad, der einstige Exportmanager von 1963, war von Ende der 1970er Jahre bis 2004 Chef und Besitzer der Firma. Seit 2004 ist er Mitglied des Aufsichtsrats.
Im Februar 2005 übernahm Michael Ring, der von Georg Jensen kam, die Leitung der Firma.

## Bilder

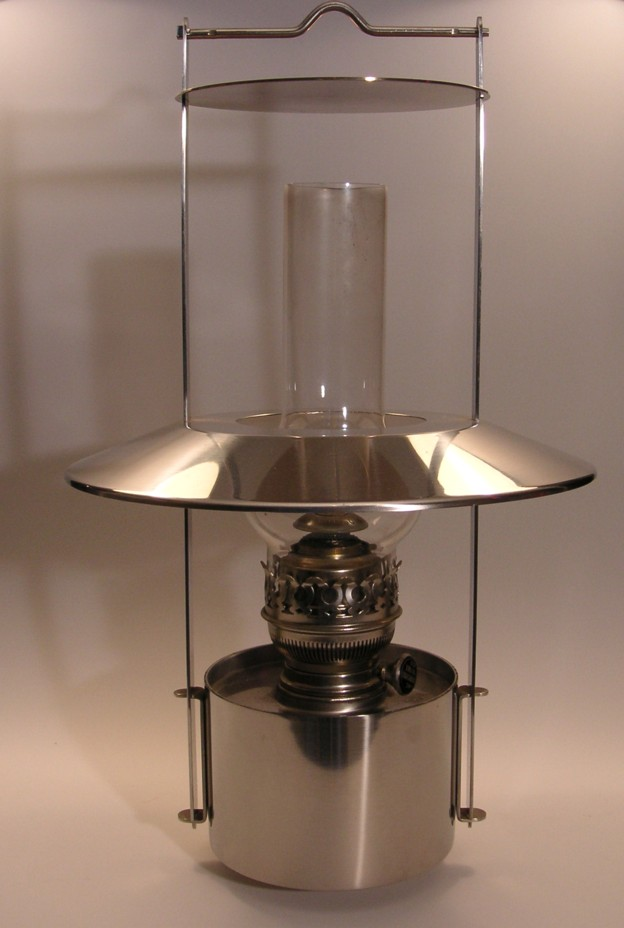
Schiffslampe
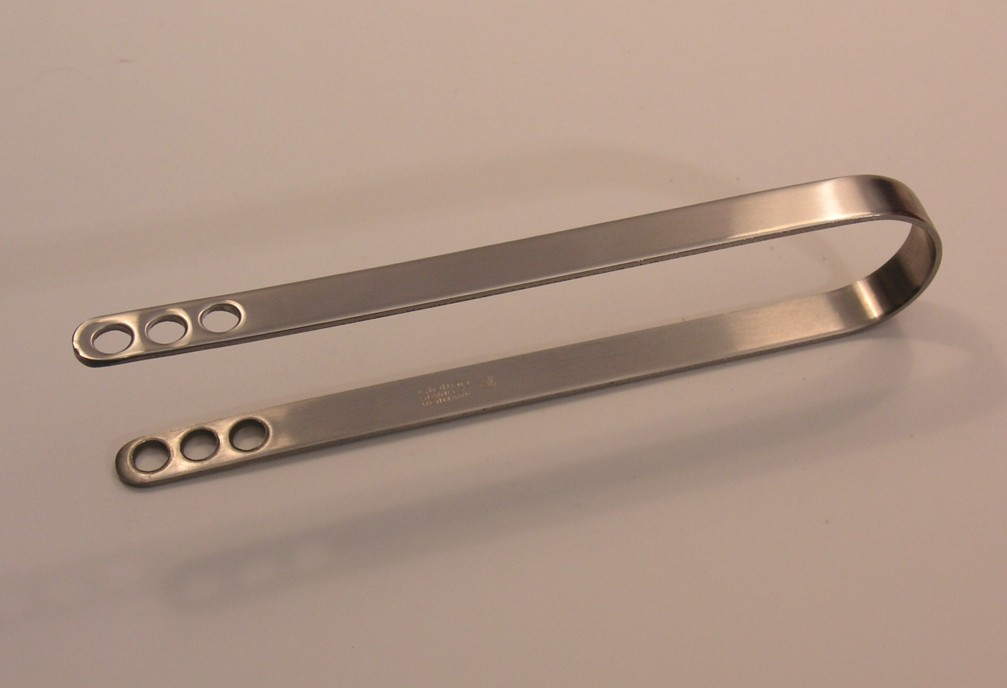
Eiszange Cylinder Line
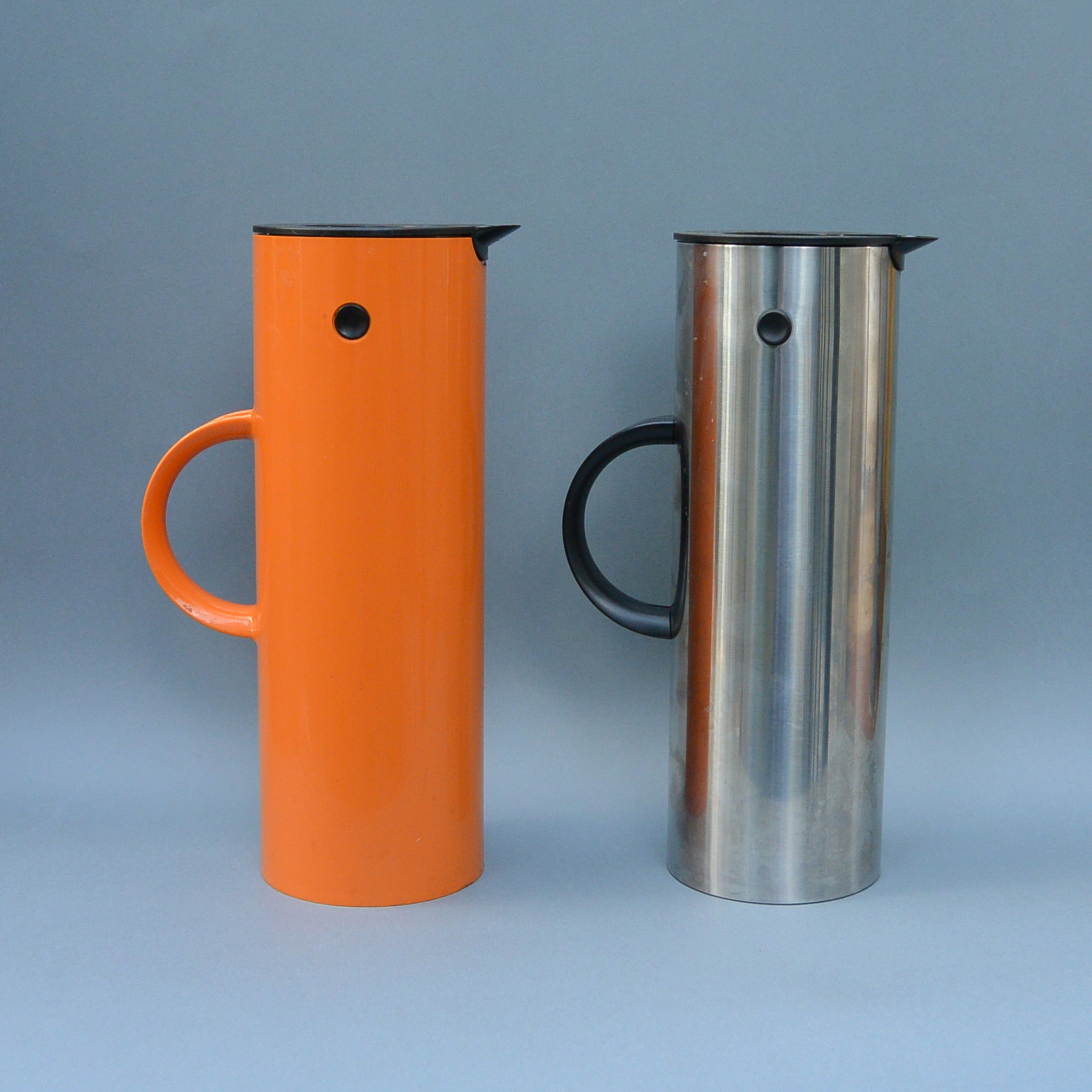
Thermoskanne LS 900 in Kunststoff und rostfreiem Stahl